# Kabinet-Babiš I
Het kabinet–Babiš I was de regering van de Tsjechische Republiek van 6 december 2017 tot 28 juni 2018. Het kabinet werd gevormd door de politieke partij ANO 2011 (ANO) na de Tsjechische kamerverkiezingen van 2017, Andrej Babiš door president Miloš Zeman tot premier aangesteld.

## Kabinet-Babiš I (2017–2018)
| Ambtsbekleder                   | Ambtsbekleder     | Ambtsbekleder            | Functie(s)                             | Ambtstermijn     | Ambtstermijn      | Partij(en) |
| ------------------------------- | ----------------- | ------------------------ | -------------------------------------- | ---------------- | ----------------- | ---------- |
|                                 | Andrej Babiš      | Andrej Babiš (1954)      | Premier                                | 6 december 2017  | 28 november 2021  | ANO        |
|                                 | Martin Stropnický | Martin Stropnický (1956) | Vicepremier                            | 6 december 2017  | 28 juni 2018      | ANO        |
| Minister van Buitenlandse Zaken | Martin Stropnický | Martin Stropnický (1956) |                                        | 6 december 2017  | 28 juni 2018      | ANO        |
|                                 | Richard Brabec    | Richard Brabec (1966)    | Vicepremier                            | 24 mei 2017      | 30 april 2019     | ANO        |
| Minister van Milieu             | Richard Brabec    | Richard Brabec (1966)    | 17 januari 2014                        | 28 november 2021 |                   | ANO        |
|                                 | Lubomír Metnar    | Lubomír Metnar (1967)    | Minister van Binnenlandse Zaken        | 6 december 2017  | 28 juni 2018      | O          |
|                                 | Alena Schillerová | Alena Schillerová (1964) | Minister van Financiën                 | 6 december 2017  | 28 november 2021  | O          |
|                                 | Robert Pelikán    | Robert Pelikán (1979)    | Minister van Justitie                  | 1 maart 2015     | 28 juni 2018      | ANO        |
|                                 | Tomáš Hüner       | Tomáš Hüner (1959)       | Minister van Industrie en Handel       | 6 december 2017  | 28 juni 2018      | O          |
|                                 | Karla Šlechtová   | Karla Šlechtová (1977)   | Minister van Defensie                  | 6 december 2017  | 28 juni 2018      | O          |
|                                 | Adam Vojtěch      | Adam Vojtěch (1986)      | Minister van Volksgezondheid           | 6 december 2017  | 20 september 2020 | O          |
|                                 |                   | Jaroslava Němcová (1971) | Minister van Arbeid en Sociale Zaken   | 6 december 2017  | 28 juni 2018      | ANO        |
|                                 | Robert Plaga      | Robert Plaga (1978)      | Minister van Onderwijs, Jeugd en Sport | 6 december 2017  | 28 november 2021  | ANO        |
|                                 | Dan Ťok           | Dan Ťok (1959)           | Minister van Verkeer                   | 4 december 2014  | 30 april 2019     | O          |
|                                 | Klára Dostálová   | Klára Dostálová (1971)   | Minister van Regionale Ontwikkeling    | 6 december 2017  | 28 november 2021  | O          |
|                                 | Jiří Milek        | Jiří Milek (1963)        | Minister van Landbouw                  | 6 december 2017  | 28 juni 2018      | O          |
|                                 | Ilja Šmíd         | Ilja Šmíd (1952)         | Minister van Cultuur                   | 6 december 2017  | 28 juni 2018      | O          |